# Arczil Kikodze
Arczil Kikodze (gruz. არჩილ ქიქოძე, trb. arczil kikodze; ur. 9 lipca 1972 w Tbilisi) – gruziński pisarz, aktor, scenarzysta i operator filmowy, fotograf, podróżnik, dziennikarz, działacz społeczny, alpinista i przewodnik górski. 
W latach 1989–1992 studiował na wydziale orientalistyki Tbiliskiego Uniwersytetu Państwowego, od 1992 roku studiował w Państwowej Akademii Teatralnej i Filmowej im. Szoty Rustawelego w Tbilisi, którą ukończył w 1999 roku. W latach 1991–1994 był członkiem Służby Ratowniczej „Santelis” i uczestniczył w akcjach ratownictwa górskiego. Od przeszło 20 zajmuje się pracą literacką.  
Historie, eseje, artykuły i fotografie Arczila Kikodze publikowane są w gruzińskich czasopismach i magazynach literackich. Jest autorem dwóch broszur opublikowanych w Szwajcarii na temat Swanetii i Chewi oraz autorem przewodnika po Parku Narodowym Tuszetii i rezerwacie przyrody Lagodechi. 
W 2013 roku zagrał w filmie Randki w ciemno.  W 2014 roku otrzymał nagrodę Saba – najważniejszą w Gruzji nagrodę literacką, za książkę Ptaki i ludzie. W Polsce została wydana w 2015 roku przez Fundację Pogranicze. W 2017 roku Kikodze odwiedził kilka polskich miejscowości, w których miał wieczory autorskie, często połączone z projekcją filmu Randki w ciemno wielokrotnie nagradzanego na europejskich i międzynarodowych festiwalach. 

## Wybór dzieł
- ბიჭები (Biczebi) – zbiór opowiadań, 1996
- ირემი და ლიმონათი (Iremi da limonati) – zbiór opowiadań, 2002
- სოფელ ქვეყანა (Sopel kwekana) – zbiór opowiadań, 2006
- მყუდრო (Mkudro) – zbiór opowiadań, 2008
- ამანათი (Amanati) – zbiór opowiadań, 2011
- ესეები (Eseebi) – proza, 2012
- ჩიტის და კაცის ამბავი (Czitis da kacis ambawi) – zbiór opowiadań, 2013; pol. wyd. Ptaki i ludzie, 2015
- საქართველო (Sakartwelo) – album, 2014
- სამხრეთული სპილო (Samchretuli spilo) – powieść, 2016

## Filmografia

### Aktor
- 2013: Randki w ciemno, gruz.: შემთხვევითი პაემნები, trb. szemtchwewiti paemnebi
- 2018: Parade

### Scenarzysta
- 2014: Tbilisi, I Love You
- The Criminal Man (postprodukcja)
- Mirage Hotel (postprodukcja)